# Il maschio ruspante
Pour plus de détails, voir Fiche technique et Distribution.
Il maschio ruspante est une comédie italienne sortie en 1973 et réalisée par Antonio Racioppi.

## Synopsis
Romolo, un jeune campagnard naïf, revoit Rema, la jeune fille dont il était amoureux depuis l'enfance, lors d'une fête religieuse dans son village. Elle se livre à lui à cette occasion.
Convaincu de commencer une nouvelle vie conjugale avec elle, Romulus décide de suivre Rema à Rome sans savoir que la jeune fille a toujours vécu dans un environnement somptueux, ce qui l'amène à n'avoir aucun scrupule à profiter de la bonté de Romulus, faisant de lui son serviteur personnel jour après jour.
Lassé de cette situation, Romolo envisage à la fois le suicide et le désir de retourner dans son pays natal, et lorsque Rema se fiance officiellement à un homme de son âge, le garçon réagit en faisant comprendre qu'il ne peut supporter d'être méprisé en raison d'une différence de classe sociale.
Profondément touchée par les paroles de Romolo, Rema comprend les motivations du garçon. De plus, la jeune fille réalise que Romolo est le grand amour de sa vie et, malgré leurs origines différentes, elle accepte de devenir son épouse.

## Fiche technique
- Titre original : Il maschio ruspante[1]
- Réalisation : Antonio Racioppi
- Scénario :	Antonio Racioppi, Sergio Donati
- Photographie :	Alberto Spagnoli
- Montage : Amedeo Salfa
- Musique : Gianni Ferrio
- Décors : Elio Balletti
- Production : Antonio Mazza
- Société de production : Juppiter Generale Cinematografica
- Pays de production :  Italie
- Langue originale : italien
- Format : Couleurs par Technicolor - 2,35:1 - Son mono - 35 mm
- Durée : 93 minutes
- Genre : Comédie
- Dates de sortie :
  - Italie : 19 août 1973

## Distribution
- Giuliano Gemma : Romolo
- Barbara Bach : Rema
- Ninetto Davoli : Walter
- Marisa Merlini : mère Giustina / Marcella, la prostituée
- Jacques Herlin : le père de Rema
- Didi Perego : la mère de Rema.
- Romano Malaspina : Massimo
- Enrica Bonaccorti : Pamela
- Alessandro Iacarella : Romolo enfant
- Fausta Avelli : Rema enfant
- Francesca Romana Coluzzi : Amalia
- Nello Pazzafini : l'exploiteur de Marcella
- Giacomo Rizzo : chanteur
- Giuseppe Terranova : chef d'orchestre